# Lange Max Museum

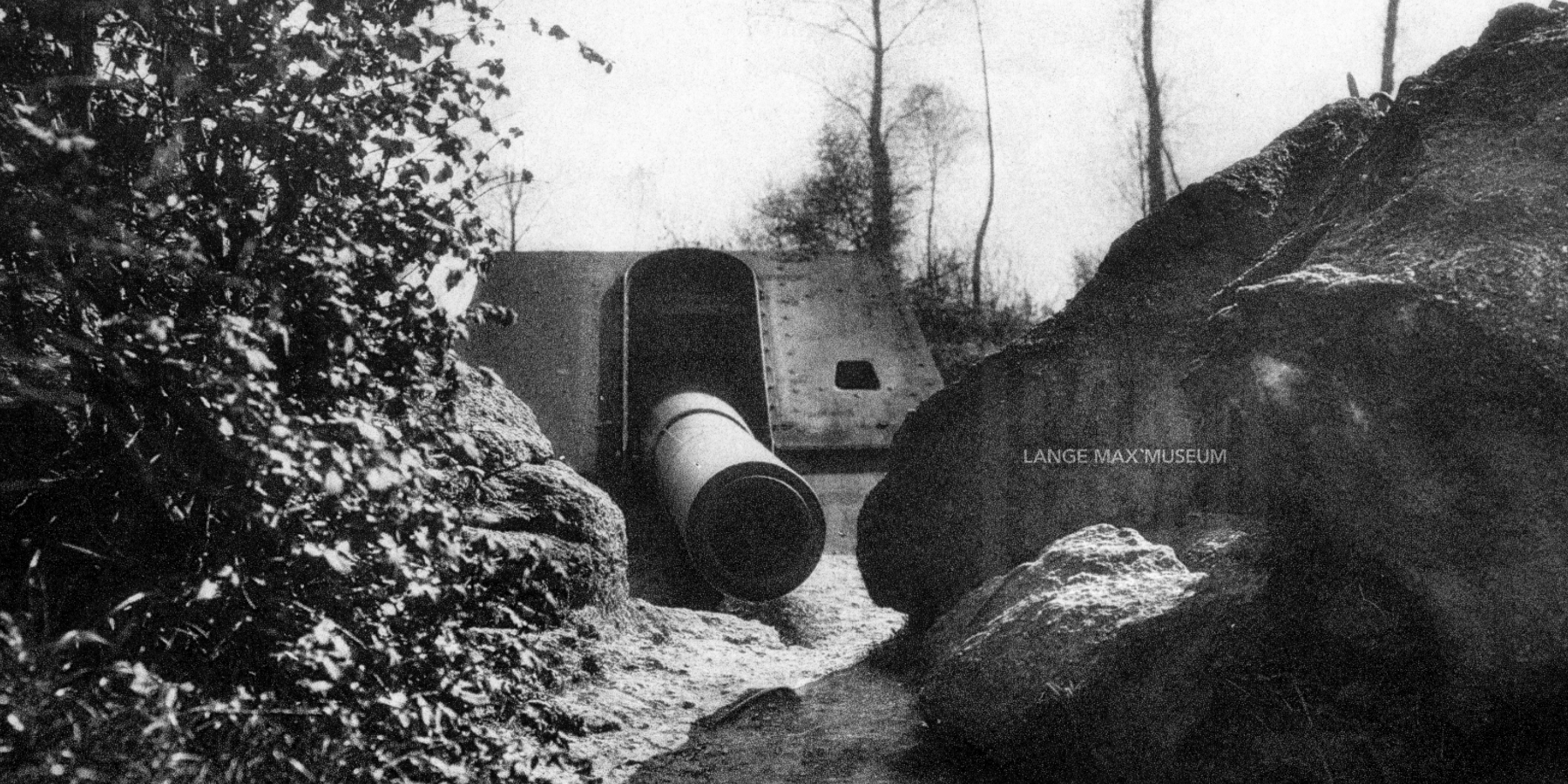
Geschütz „Langer Max“ (Lange Max Museum)

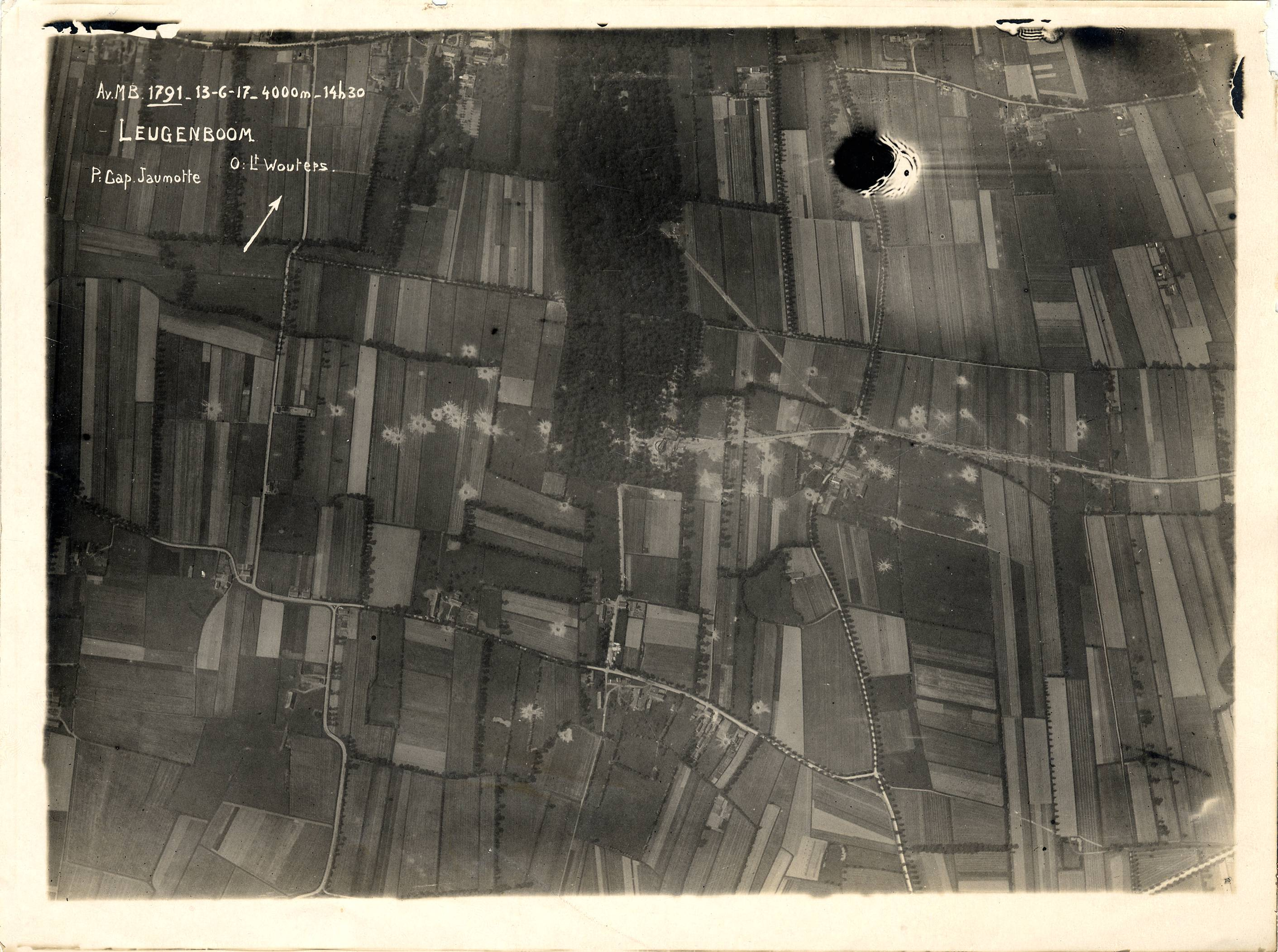
„Batterie Pommern“ – das Geschütz befindet sich in der Bildmitte

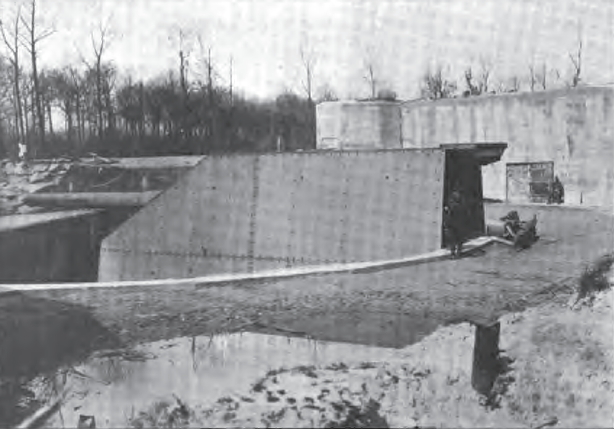
38-cm „Langer Max“ von Koekelare (Leugenboom)

Das Lange Max Museum („LMM“) ist ein belgisches Militärmuseum zum Ersten Weltkrieg in Koekelare in Flandern. Es ist nach dem deutschen 38-cm-SK L/45 Geschütz („Langer Max“) benannt, von dem sich Reste einer Stellung – die ehemalige Batterie Pommern – in der Nähe des Museumsstandortes erhalten haben. Das Museum thematisiert die deutsche Besetzung von Koekelare und Belgiens während des Ersten Weltkriegs und legt dabei den Schwerpunkt auf die deutsche Seite des Krieges. Dadurch hebt es sich von den meisten belgischen Erste Weltkriegs-Museen ab, die einer alliierten Sichtweise gewidmet sind und einseitig die Besatzung thematisieren – wohingegen das alltägliche Leben zwischen Besatzern und Besetzten meist zu kurz kommt.

## Museum
Die Eröffnung fand im Oktober 2014 durch den Ministerpräsident von Flandern, Geert Bourgeois, statt. Das Lange Max Museum befindet sich auf dem Gelände eines Bauernhofes, auf dem auch weitere geschützte Denkmäler zu sehen sind: das ehemalige Backhaus und Kantine, sowie die eigentliche Artillerie-Plattform, mit der auch Dünkirchen und Ypern beschossen wurden. Das Museum bietet (Audio-)Führungen in den Sprachen Niederländisch, Deutsch, Französisch und Englisch an.

## Umgebung
Etwa drei Kilometer ist das Käthe-Kollwitz-Museum entfernt. Ungefähr sechs Kilometer vom Museum entfernt liegt der Deutsche Soldatenfriedhof bei Vladslo, auf dem über 25.000 im Ersten Weltkrieg gefallene deutsche Soldaten ihre letzte Ruhe gefunden haben.

## Temporäre Ausstellung
- Temporäre Ausstellung 2016 (2016–2017): "Die Auswirkungen der Überschwemmung für die deutsche Kriegsführung" (NL: "De gevolgen van de onderwaterzetting voor de Duitse oorlogsvoering")
- Temporäre Ausstellung 2017 (2017–2018): "Die III. Flandernschlacht in unserem Bereich" (NL: "De III. Flandernschlacht in onze regio")

## Preise und Auszeichnungen
- 2014: Kulturpreis (Gerdi Staelens, für Lange Max Museum)[1]
- 2015: Raf Seys Preis[2]
- 2015: Nominierung Heritage Preis 2015 West-Flandern (eines der 20 Projekte aus den 500 Einsendungen ausgewählt).[3]
- 2016: „Drittbestes Museum“ in Belgien[4]

## Belege
1. ↑  (NL) Cultuurprijs voor werk aan nieuwe Lange Max Museum
2. ↑  (NL) Eerste RAF SEYS PRIJS gaat naar de Lange Max! (Memento vom 8. Dezember 2015 im Internet Archive)
3. ↑  (NL) Erfgoedprijs 2015: de winnaars
4. ↑  De 10 beste musea – België. Nr. 3 – Lange Max Museum – 1, September 2016.

Koordinaten: 51° 7′ 0,8″ N, 2° 58′ 56,3″ O